# 土地改良測量設計業
土地改良測量設計業（とちかいりょうそくりょうせっけいぎょう）とは、土地改良事業における測量設計業。関連団体として、公益社団法人土地改良測量設計技術協会があり、同協会では農業土木技術管理士、土地改良補償業務管理者、農業農村地理情報システム技士という資格を認定交付している。

## おもな事業者
- 株式会社葵エンジニアリング
- 株式会社アルト技研
- 北日本測地株式会社
- 株式会社イーエス総合研究所
- 株式会社ズコーシャ
- 東邦コンサルタント株式会社
- 株式会社フロンティア技研
- 北海道農業土木コンサルタント株式会社
- やまざきコンサルタント株式会社
- 株式会社アイテック
- 株式会社オオタ測量設計
- 佐藤技術株式会社
- 株式会社しんとう計測
- 株式会社そうほく設計
- 東信技術株式会社
- 東陽測量設計株式会社
- 東北建設コンサルタント株式会社
- 東北測量株式会社
- 株式会社 アクト技術開発
- 株式会社 オリエント測量設計
- 株式会社 キタテック
- 株式会社 コスモ
- 株式会社 中央測量設計
- 東亜技研株式会社
- 東開技術株式会社
- 東北エンジニアリング株式会社
- 中井測量設計株式会社
- 株式会社藤森測量設計
- 株式会社大江設計
- 株式会社キャンバス
- 株式会社サトー技建
- 株式会社新光コンサルタンツ
- 株式会社ウヌマ地域総研
- 小松測量設計株式会社
- 三光技術 コンサルタント株式会社
- 自然科学調査事務所株式会社
- 創和技術株式会社
- 株式会社水建技術
- 株式会社矢留測量設計
- 大江設計株式会社
- 株式会社 協同測量設計センター
- 株式会社庄内測量設計舎
- 株式会社結城測量設計コンサルタント
- 昭和技術設計株式会社
- 株式会社大進精測
- 日本精測株式会社
- 株式会社日本測地コンサルタント
- 株式会社東日本エンジニアリング
- 共栄設計株式会社
- 常陽測量設計株式会社
- 総合技研株式会社
- 土浦ジステック株式会社
- 常陸測工株式会社
- 株式会社明和技術コンサルタンツ
- 八州設計株式会社
- 宇都宮測量株式会社
- 日昌測量設計株式会社
- 共栄測量設計株式会社
- 有限会社公共測量設計事務所
- 国土測量設計株式会社
- 第一測工株式会社
- 中央測工株式会社
- 那須測量株式会社
- 日研測量株式会社
- パスキン工業株式会社
- 有限会社峰測量設計事務所
- 株式会社安田測量
- 有限会社八汐コンサルタント
- 株式会社黒岩測量設計事務所
- 上武測量設計株式会社
- 株式会社地測設計
- 藤和航測株式会社
- プロファ設計株式会社
- 株式会社北武蔵調査測量設計事務所
- 埼玉コンサルタント株式会社
- 株式会社塩崎テクノブレイン
- 株式会社ヤマト測建
- 高木測量株式会社
- 株式会社アジア航測
- 株式会社大坪コンサルタント
- 国際航業株式会社
- 国土情報開発株式会社
- 株式会社栄設計
- 昭和株式会社
- 太陽コンサルタン株式会社
- 大和測量設計株式会社
- 株式会社中庭測量コンサルタント
- 株式会社パスコ
- 株式会社八州
- 株式会社ランド・コンサルタント
- 陸地測量株式会社
- 株式会社川口測量設計
- 株式会社サンリ技研
- 株式会社太陽設計
- 技建開発株式会社
- 株式会社共栄測量設計社
- 株式会社タイヨー エンジニヤ
- 株式会社日研コンサル
- 大鐘測量設計株式会社
- 伸東測量設計株式会社
- 株式会社不二総合コンサルタント
- 株式会社フジヤマ